# Liste des hell ships japonais

La liste suivante est une liste de noms de tous les hell ships japonais utilisés pendant la Seconde Guerre mondiale. Certains noms peuvent se reférer au même navire.
| - Aki Maru (japonais Kyūjitai: 安藝丸, chinois: 安芸丸) - Akikaze - Akizuki - Amagi Maru - Anami Maru - Aramis - Argentina Maru - Arisan Maru - coulé par l'USS Snook le 24 octobre 1944 - Asaka Maru - Asama Maru - Awa Maru - Benjo Maru - Brazil Maru (en) - Burong - Canadian Inventor - Canadian Prince - Celebes Maru - Chichibu Maru - Cho Saki Maru - Chuka Maru - Chūyō - Clyde Maru - Coastal Craft - Coral Maru - Dai Nichi Maru - Daikeku Maru - Dainichi Maru - DeKlerk - England Maru - Enoshima Maru - Enoura Maru - Enoura Maru - Enuri Maru - Erie Maru - Ex-British Ship - France Maru - Fuji Maru - Fukkai Maru - Fuku Maru - Fukuji Maru - Fukuju Maru - Hakuroku Maru - Hakusan Maru - Hakushika Maru - Haru Maru - Harukiku Maru - Haruyasa Maru - Hawaii Maru (はわい丸, Hawai Maru) - Heiyo Maru - Hioki Maru - Hiyoki Maru - Hofuku Maru - Hokko Maru - Hokusen Maru (北鮮丸) - Horror Maru - Hozan Maru - Ikoma Maru - Ikuta Maru - Interisland Steamer - Jun'yō Maru - torpillé, plus de 5 000 morts - Kachidoki Maru - Kaishun Maru - Kaiun Maru - Kakko Maru - Kalgan Maru - Kamakura Maru - Kamikase - Kenkon Maru (乾坤丸) | - Kenwa Maru - Kenzan Maru - Kibitzu Maru - King Kong Maru - Kohho Maru - Kokusei Maru - Koryu Maru - Kōshū Maru - Kuala - Kunishima Maru - Kurimata Maru - Kyokko Maru - Kyokusei Maru - Lima Maru - Lisbon Maru (りすぼん丸, Risubon Maru) - Maebashi Maru (前橋丸, Maebashi Maru) - Makassar Maru - Margaret - Maros Maru - Maru Go (5) - Maru Hachi (8) - Maru Ichi (1) - Maru Ni (2) - Maru No. 760 - Maru Roku - Maru San (3) - Maru Shi (4) - Maru Shichi (7) - Mati Mati Maru - Matsu Maru - Matti Matti Maru - Maya Maru - Mayebassi Maru - Melbourne Maru - Mishima Maru - Miyo Maru - Moji Maru - Montevideo Maru (もんてびでお丸) - Nagata Maru - Nichimei Maru - Nishi Maru - Nissyo Maru - Nitikoku Maru - Nitimei Maru - Yoshida Maru No 1 (en) - Hikawa Maru No 2 - No. 6 Kotobuki Maru - No. 7 Hoshi Maru - No. 17 Nanshin Maru - No. 86 - No. 824 - Noto Maru - Oite - Op ten Noort - Oryoki Maru - Oryokko Maru - Ōryoku Maru (en) - OSK Ferry - Otaro Maru - Oyo Maru - Pacific Maru - Panama Maru - Potomac - Président Harrison - Raihei Maru - Rakuyō Maru (樂洋丸・楽洋丸) - Rashin Maru (羅津丸) - Rendsberg | - Rio de Janeiro Maru - Roko Maru - Rokyo Maru - Ryūkyū Maru - Samurusan Maru - San Diego Maru - Sandakan Steamer - Sanko Maru - Seikyo Maru - Sekiho Maru - Shinsei Maru - Shinyo Maru - Shinyu Maru - Shoun Maru - Sibijac - Singapore Maru - Singoto Maru - Soong Cheong - SS Subuk - Suez Maru - Sugi Maru - Tachibana Maru - Taga Maru - Taian Maru - Taiko Maru - Taikoku Maru - Taka Maru - Tamahoko Maru - Tango Maru - Tanjong Penang - Tatsuta Maru (en) - Tattori Maru - Tatu Maru - Teia Maru (帝亞丸・帝亜丸) - Tenshin Maru - Thames Maru - Tiensen - Toendjoek - Tōfuku Maru (en) - Toka Maru - Toko Maru - Tomohoku Maru - Tone - Toro Maru - Tottori Maru - Toyama Maru - Toyofuku Maru - Toyohashi Maru - Trading Vessel - Treasure - Tufuku Maru - Teiryu Maru - Ube Maru - Ume Maru - Umeda Maru - Unyo - Uruppu Maru - Ussuri Maru - Usu Maru - Van Waerwijck - Wales Maru - Weills Maru - Winchester Maru - Wolverine State - Yamagata Maru - Yashu Maru - Yinagata Maru - Yone Maru - Yoshida Maru - Yubi Maru |